# Hilders
Hilders település Németországban, Hessen tartományban. Lakosainak száma 4834 fő (2023. december 31.). Hilders Tann, Hofbieber és Poppenhausen községekkel határos.

## Népesség
A település népességének változása:
| Lakosok száma | 4662 | 4687 | 4654 | 4859 | 4834 |
|               | 2017 | 2019 | 2021 | 2022 | 2023 |